# 三社祭

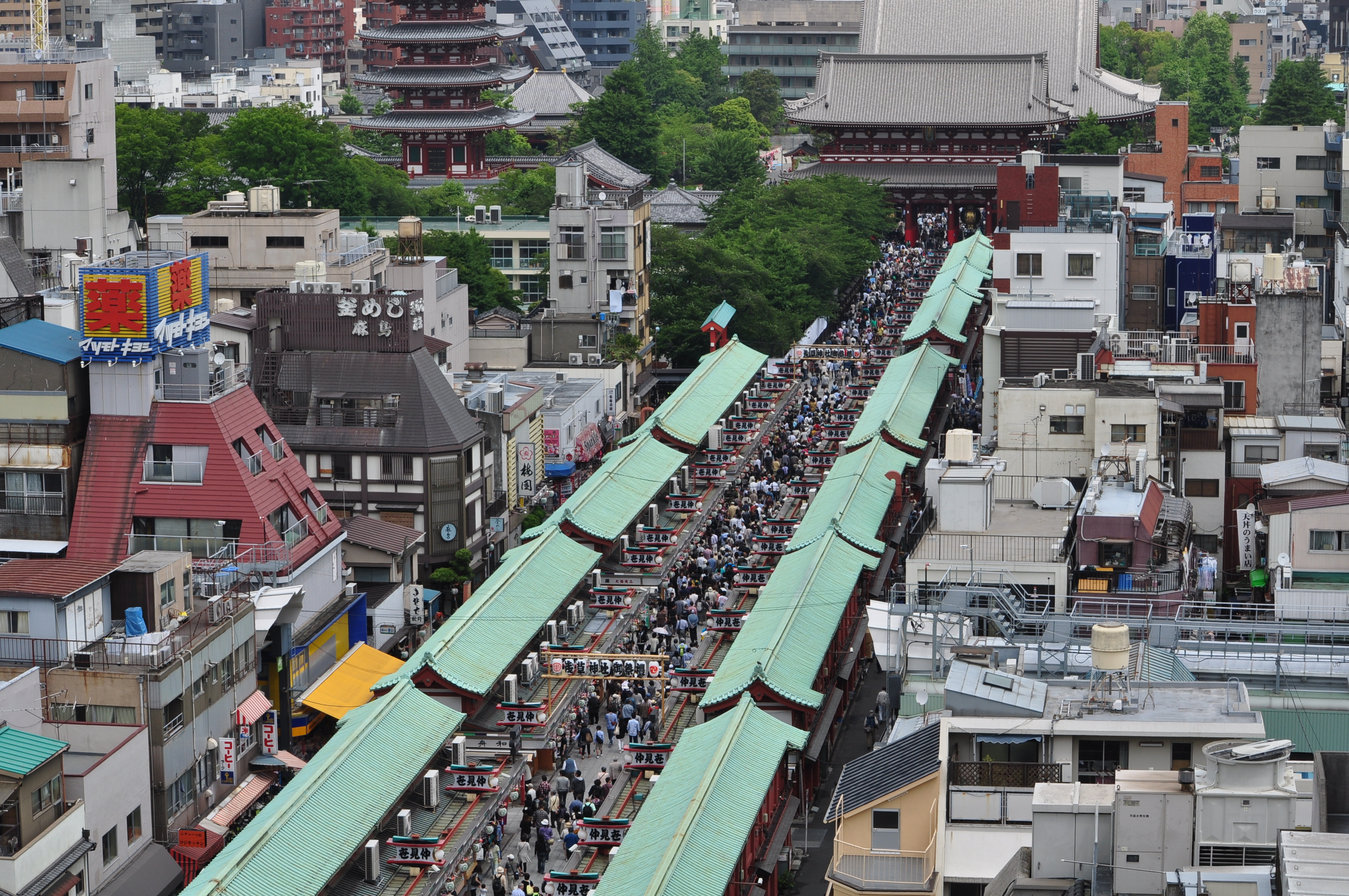
三社祭時的淺草仲見世

三社祭（日语：さんじゃまつり）是日本東京都台東區淺草淺草神社的例大祭，在每年5月第3週的週五至週日舉辦。「三社祭」這一名稱來自於淺草神社舊名三社大權現社。正式名稱是「淺草神社例大祭」。在明治時代之前，三社祭也是淺草寺的祭禮。但由於明治政府實施神佛分離政策，遂成為淺草神社的祭祀。

## 外部連結
- 三社祭 （页面存档备份，存于）（浅草神社）
- 三社祭 公式情報 （页面存档备份，存于） 浅草神社奉賛会